# Rumbos paralelos
Rumbos paralelos és una pel·lícula mexicana dramàtica escrita per Sharon Kleinberg i dirigida per Rafael Montero. És protagonitzada per Ludwika Paleta i Iliana Fox i es va estrenar el 20 de maig de 2016 a Mèxic.

## Sinopsi
La pel·lícula narra la història de Gaby (Ludwika Paleta) i Silvia (Iliana Fox), que van tenir els seus fills el mateix dia i al mateix hospital. Sense tenir cap contacte entre ells, els van criar en diferents contextos i segons les seves respectives possibilitats, tenint en compte que la primera és mare soltera per elecció, mentre que l’altra està casada i també té una filla. Així, tot passa amb normalitat, fins que a causa de la malaltia d’un dels nens, descobreixen que moments després del naixement van ser intercanviats per accident i, de fet, cadascun té el fill de l'altre. La complicada situació no només conduirà a una cruïlla emocional i moral, sinó que provocarà una complicada disputa legal.

## Repartiment
- Ludwika Paleta - Gaby
- Iliana Fox - Silvia
- Michel Brown - Armando
- Juan Ignacio Aranda - Director Hospital
- Arturo Barba - Franccesco
- Fernanda Castillo - Adriana
- Pilar Ixquic Mata - Advocada
- Sharon Kleinberg - Infermera amable
- Juan Ríos Cantú - Lic. Huerta

## Nominacions i premis
En la 46a edició de les Diosas de Plata va rebre els premis a la millor actriu (Iliana Fox), millor actriu de quadre (Fernanda Castillo), millor cançó i millor actuació infantil d'un total de 9 nominacions. Tanmateix, a la LIX edició dels Premis Ariel només va rebre una nominació a millor actriu (Ludwika Paleta).